# سينثيا كونلان
سينثيا كونلان فينديب (مواليد 29 نوفمبر 2002) هي لاعبة كرة قدم غانية محترفة تلعب كحارسة مرمى لصالح نادي الهلال في الدوري السعودي الممتاز للسيدات، كما تمثل منتخب غانا الوطني.

## المسيرة مع الأندية
بدأت كونلان مسيرتها الكروية في غانا بعمر 14 عامًا، حيث انضمت إلى بيرل بيا ليديز عام 2016 واستمرت مع الفريق حتى عام 2022.

### سويقي يونايتد، 2022–2023
في سبتمبر 2022، وقع معها نادي سويقي يونايتد الذي ينافس في الدوري المالطي للسيدات، وذلك بعد اختيارها ضمن تشكيلة غانا في كأس العالم للسيدات تحت 20 سنة 2022 التي أُقيمت في كوستاريكا.
في مايو 2023، مُدد عقدها مع سويقي يونايتد لموسمين إضافيين، وفقًا لما أعلنه النادي المنافس في دوري السيدات المالطي. ساهمت كونلان في فوز فريقها بكأس السيدات المالطي، حيث لم تستقبل شباكها سوى ستة أهداف طوال الموسم، مما أهلها للفوز بجائزة "حارسة العام" من رابطة لاعبي كرة القدم في مالطا.

### الهلال، 2023–الآن
في أغسطس 2023، أُعلن عن انتقالها إلى نادي الهلال السعودي على سبيل الإعارة لمدة موسم واحد من نادي سويقي يونايتد. نُشِر الإعلان عبر "فيسبوك"، حيث أعرب النادي عن سعادته بانضمامها لموسم 2023–24.

## المسيرة الدولية
اختيرت كونلان ضمن قائمة منتخب غانا تحت 17 سنة للمشاركة في كأس العالم للسيدات تحت 17 سنة 2018. شاركت في مباراة واحدة أمام المكسيك، حيث دخلت كبديلة في الدقيقة 95 خلال ركلات الترجيح، التي انتهت بخسارة غانا 2–4.
كما اختيرت ضمن قائمة منتخب غانا تحت 20 سنة للمشاركة في كأس العالم للسيدات تحت 20 سنة 2022، حيث لعبت مباراتين خلال دور المجموعات.
استُدعيت لأول مرة للمنتخب الغاني الأول في مباراة ودية ضد منتخب المغرب للسيدات يوم 12 أبريل 2022، لكنها لم تشارك. خاضت أول مباراة دولية لها مع المنتخب الأول ضد منتخب بنين للسيدات يوم 19 فبراير 2023 في مباراة ودية.

## إحصائيات المسيرة

### الأندية
آخر تحديث 30 ديسمبر 2023.
| النادي | الموسم  | الدوري                         | المباريات | الأهداف | الكأس | المباريات | الأهداف | المجموع |
| ------ | ------- | ------------------------------ | --------- | ------- | ----- | --------- | ------- | ------- |
| الهلال | 2023–24 | الدوري السعودي الممتاز للسيدات | 5         | 0       | 2     | 0         | 7       | 0       |

### المنتخب
آخر تحديث 5 ديسمبر 2023.
| السنة   | المباريات | الأهداف |
| ------- | --------- | ------- |
| 2022    | 0         | 0       |
| 2023    | 10        | 0       |
| المجموع | 10        | 0       |

## روابط خارجية
- سينثيا كونلان على الأرشيف الرياضي العالمي

- سينثيا كونلان  على سكروي
- سينثيا كونلان في Playmaker Stats
- سينثيا كونلان في Flash Score